# Poropoea orientalis
Poropoea orientalis är en stekelart som beskrevs av Subba Rao 1970. Poropoea orientalis ingår i släktet Poropoea och familjen hårstrimsteklar. Inga underarter finns listade i Catalogue of Life.